# Karol de Beaurain

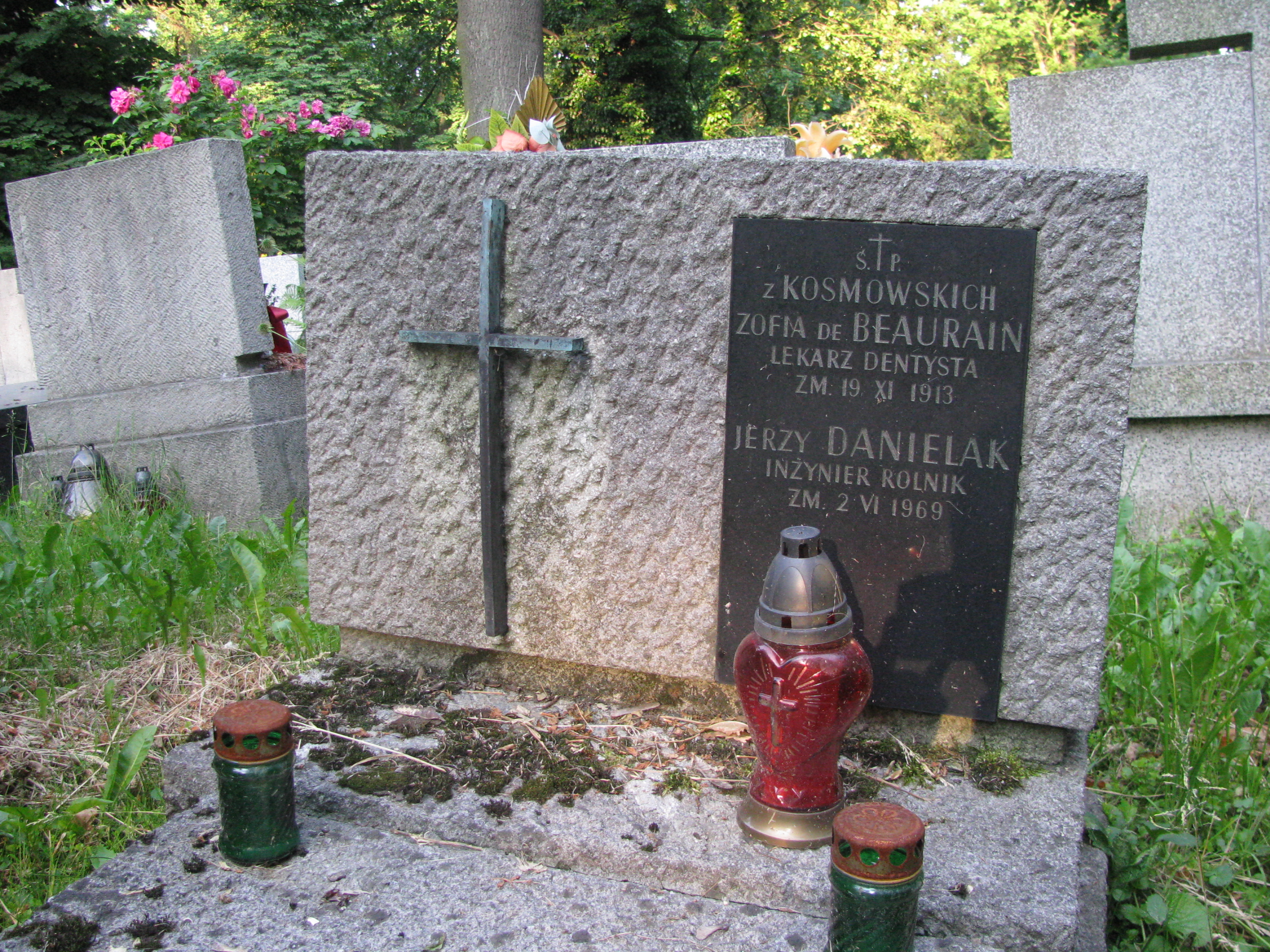
Grób Zofii Beaurain-Kosmowskiej na Cmentarzu Rakowickim

Karol Dionizy de Beaurain (ur. 20 kwietnia 1867 w Rakowym Lesie, zm. 14 lutego 1927 w Owińskach) – polski lekarz psychiatra i psychoanalityk, przyjaciel Stanisława Ignacego Witkiewicza.

## Życiorys
Syn Maksymiliana (1835–1911), lekarza, i Seweryny z Janickich. Urodził się we wsi Rakowy Las pod Kamieniem Koszyrskim na Wołyniu, uczył się w gimnazjum w Warszawie i w Płocku. W 1886 roku otrzymał świadectwo dojrzałości i został przyjęty na Politechnikę w Zurychu. Po dwóch latach zmienił kierunek studiów na medycynę, studiował na Uniwersytecie w Genewie, Zurychu i Bernie, gdzie w 1894 roku otrzymał tytuł doktora medycyny na podstawie dysertacji Die Resultate der Arthrectomie bei der tuberkulösen Gonitis. Dyplom nostryfikował 11 czerwca 1896 roku na Uniwersytecie Jagiellońskim. Specjalizował się w Monachium w latach 1903–1904. Praktykował w Zakopanem (1897–1898). W latach 1898–1899 w Szpitalu Powszechnym we Lwowie, od 1900 do 1910 w Poroninie jako lekarz okręgowy, w latach 1912–1913 ponownie w Zakopanem, gdzie prowadził praktykę neurologiczną w willi Oksza. W 1914 roku został dyrektorem zakładu leczniczego w Wiśle. W marcu 1917 roku z przydziału wojskowego rozpoczął pracę w Klinice Neurologiczno-Psychiatrycznej Uniwersytetu Jagiellońskiego prowadzonej przez prof. Jana Piltza. Następnie był zatrudniony jako asystent i później starszy asystent w Klinice Neurologiczno-Psychiatrycznej UJ (od kwietnia 1919 do lipca 1921). W Krakowie mieszkał przy Kopernika 48. Od lipca 1921 do czerwca 1924 roku pracował w Zakładzie Psychiatrycznym w Dziekance koło Gniezna. Później był ordynatorem Zakładu Psychiatrycznego w Owińskach. Zmarł 14 lutego 1927 roku z powodu choroby serca.
W grudniu 1912 na II Zjeździe neurologów, psychologów i psychiatrów polskich w Krakowie wygłosił referat Symbol (Rozbiór wartości psychologicznej symbolu. Symbol w pierwotnej formie myślenia. Symbole w snach). W 1913 referat ukazał się w niemieckim tłumaczeniu na łamach „Internationale Zeitschrift für Psychoanalyse”. Sándor Ferenczi, który uważał pracę Beauraina za jednostronnie przedstawiającą zagadnienie na rzecz poglądów Junga i Silberera, opublikował w tym samym numerze czasopisma artykuł polemiczny.
Beaurain przetłumaczył na polski pracę Théodore′a Flournoya Filozofja Williama Jamesa (Warszawa: Trzaska, Evert i Michalski, 1923).
Z pierwszego małżeństwa z Zofią Kosmowską (1858–1913), lekarką dentystką, siostrą aktorki Ady Kosmowskiej i lekarki Teodory Krajewskiej, miał dwóch synów – Witolda (1891–1908) i Janusza (1893–1959), inżyniera, generała lotnictwa Wojska Polskiego. W 1903 roku ożenił się z Marią Żółtowską z Lewieckich (1867–1932), wdową po Sewerynie Żółtowskim.

## Beaurain i Witkacy
Karol de Beaurain przyjaźnił się ze Stanisławem Witkiewiczem i Stanisławem Ignacym Witkiewiczem „Witkacym”. W 1912 roku Witkacy przebył trwającą około roku psychoanalizę prowadzoną przez dr de Beaurain.
Artysta dedykował mu Niemyte dusze:

Zaznajomienie się z metodą Freuda, tzw. psychoanalizą, zawdzięczam przyjacielowi moich Rodziców (i poniekąd mojemu, wziąwszy pod uwagę dużą różnicę wieku), drowi Karolowi de Beaurain, którego pamięci z uczuciem głębokiej wdzięczności, szacunku, podziwu i sympatii pracę tę poświęcam. Lata całe nie doceniałem tego, co ów pierwszy nieomal pionier freudowskich idei u nas pośrednio dla mnie uczynił. Zainteresowany moimi snami zaproponował mi w r. 1912 systematyczny „kurs praktyczny” psychoanalizy, na co się z radością jako na pewną „nowalię” zgodziłem; ale przystąpiłem do tego eksperymentu nie bez pewnej lekkiej nieufności i krytycznego nastawienia. [...] Dla dr de Beaurain poza osobistą sympatią, którą, jak sądzę, dla mnie „żywił”, byłem jeszcze interesującą „eksperymentalną świnką morską” (ein Versuchskaninchen) [...]  prócz tego, że wyjątkowy ten i niedoceniony u nas człowiek chciał mi dać coś z siebie, ze swojej głębokiej wiedzy o ludziach i życiu, ustokrotnionej potężnym aparatem teorii Freuda, tego również nie wszędzie należycie docenionego, jednego z największych geniuszy i dobroczyńców ludzkości naszej epoki. Dr de Beaurain chciał mnie uratować w pewnym sensie od samego siebie.

W liście do żony z 27 września 1929 roku Witkacy wspomniał o Beaurainie (tu: „Borę”): „Więc czyż chodzi jedynie o te przeklęte płciowe historie, co do których nikt przecie (z mężczyzn) nie miał inaczej urządzonych, a stary Borę zawsze twierdził, że m[ężczyzna] musi mieć wiele kobiet i że pożycie z jedną jest tylko jedną formą onanizmu”.
Można spotkać się z opinią, że Witkacy na osobie Beauraina wzorował się tworząc postać prof. Bechmetjewa w Nienasyceniu.